# Altes Rathaus (Osnabrück)
Das Alte Rathaus war ein auch als Rathaus genutztes Legge- und Akzisegebäude am Markt in Osnabrück.

## Geschichte
Das Alte Rathaus wurde im Jahr 1244 erstmals erwähnt und war über Jahrhunderte das einzige öffentliche Gebäude der Stadt, direkt neben der Leinwandbörse an der Ecke zur Krahnstraße. Es wurde zur Repräsentation, Rechtspflege und Verwaltung genutzt. Außerdem befanden sich Gefängnisse und eine Folterkammer in dem Gebäude. Nachdem 1512 das neue Rathaus fertiggestellt wurde, verlor das Alte Rathaus viele seiner behördlichen Aufgaben. Die Akzisebuden, die an das Rathaus angrenzten wurden abgerissen und von 1619 bis 1622 durch das Legge- und Akzisehaus ersetzt, welche im 1. Stock eine direkte Verbindung in das Rathaus hatten. An dieser Verbindungsstelle befand sich der Redoutensaal, der für Zeremonien und den Empfang von Gästen genutzt wurde. Noch bis ins 18. Jahrhundert wurde dort außerdem der Stadtrat durch die Bürgerschaft gewählt. Erst danach wurde der Handgiftentag in das neue Rathaus verlegt. In den 1830er Jahren fand im Obergeschoss der erste Osnabrücker Weihnachtsmarkt statt.
Das Gebäude wurde 1836 abgerissen und durch einen Neubau ersetzt, der nicht als Rathaus genutzt und bezeichnet wurde. Nach der Zerstörung im Zweiten Weltkrieg wurde sich gegen einen Wiederaufbau entschieden. Stattdessen entstand an selber Stelle ein Neubau, in den erst die Stadtsparkasse und später die Stadtbibliothek Osnabrück einzog.